# 达尔博奈
达尔博奈（法語：Darbonnay，法語發音：[daʁbɔnɛ]）是法国汝拉省的一个市镇，属于隆斯勒索涅区。

## 地理
达尔博奈（46°48'58"N, 5°36'15"E）面积4.39 平方千米，位于法国勃艮第-弗朗什-孔泰大區汝拉省，该省份为法国东部内陆省份，北起上索恩省，西北接科多尔省，西临索恩-卢瓦尔省，南至安省，东与杜省和瑞士接壤。
与达尔博奈接壤的市镇（或旧市镇、城区）包括：贝尔萨延、莫奈、圣拉曼、圣洛坦、图卢兹堡。

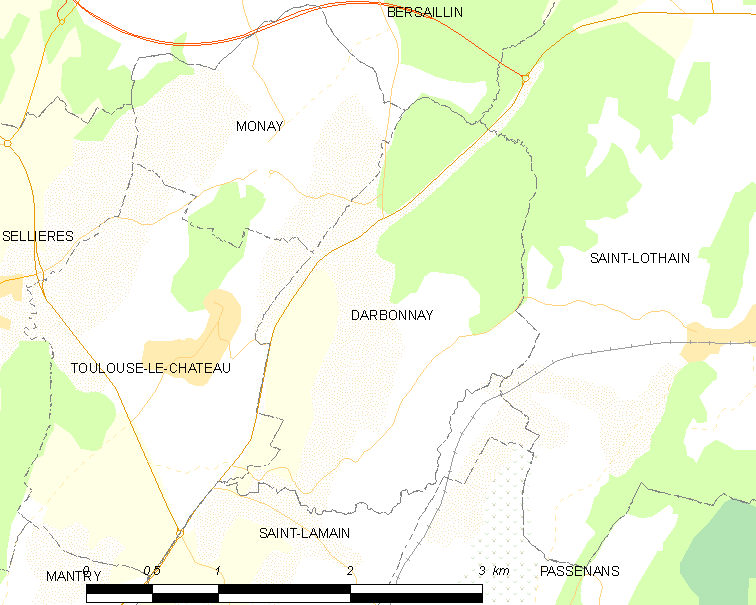
达尔博奈的OSM定位图

达尔博奈的时区为UTC+01:00、UTC+02:00（夏令时）。

## 行政
达尔博奈的邮政编码为39230，INSEE市镇编码为39191。

## 政治
达尔博奈所属的省级选区为布莱特朗县。

## 人口

1962-2008年间达尔博奈人口变化图示

达尔博奈于2022年1月1日时的人口数量为81人。